# Contea di Clinton (Michigan)
La contea di Clinton, in inglese Clinton County, è una contea dello Stato del Michigan, negli Stati Uniti. La popolazione al censimento del 2000 era di 64 753 abitanti. Il capoluogo di contea è St. Johns.